# Pratt & Whitney Canada PW600
Pratt & Whitney Canada PW600 é uma família de pequenos motores aeronáuticos turbofan desenvolvida pela Pratt & Whitney Canada para uso em very light jets. Projetado com a escabilidade em mente, os motores podem produzir entre 900 lbf (408 kgf) e 3 000 lbf (1 360 kgf) de empuxo na decolagem.

## Projeto e desenvolvimento

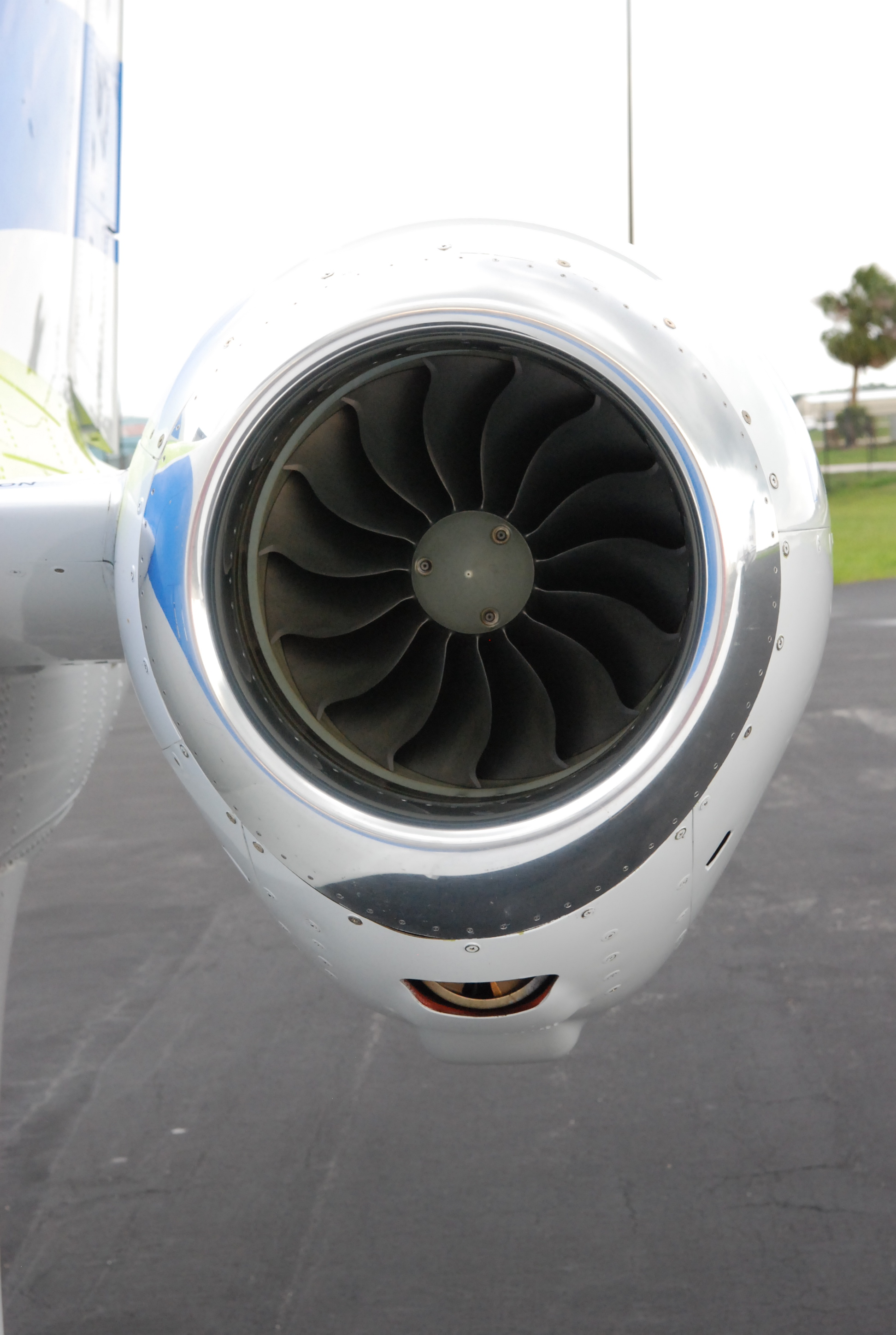
Visão frontal de um motor PW610F em um Eclipse 500

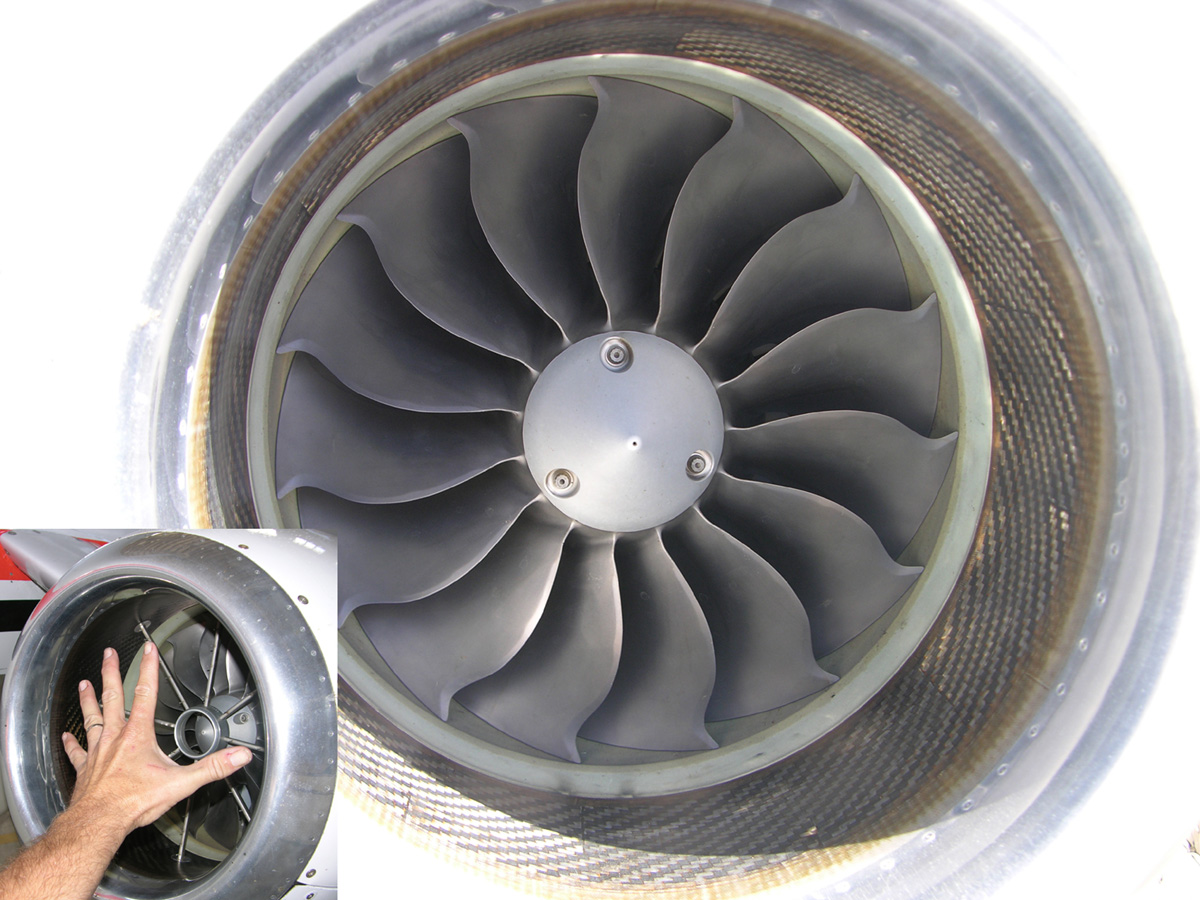
Entrada de ar do motor PW610F. Na imagem menor está demonstrada uma mão humana como escala

O primeiro teste do motor de demonstração PW625 com 2 500 lbf (1 130 kgf) de empuxo ocorreu no dia 31 de outubro de 2001. A P&WC iniciou então os trabalhos no motor PW610F com 900 lbf (408 kgf) de empuxo, destinado para o Eclipse 500, testando-o pela primeira vez em dezembro de 2003. O motor foi certificado pelas autoridades canadenses em 27 de julho de 2006. O primeiro Eclipse 500, com dois PW610F, foi entregue ao cliente no dia 4 de janeiro de 2007.
Com um diâmetro de fan de 36,83 cm (14,5 in), o PW610F é um dos menores motores turbofan a entrar em produção. Pouco se sabe sobre o ciclo do motor, apesar de acreditar-se que a razão de diluição seja cerca de 1,83. Com uma única turbina de baixa pressão (LP), o fan de estágio único possui rotores integrados ao centro do fan. O desenho do compressor de alta pressão (HP) é demonstrado na patente dos Estados Unidos nº 6.488.469: possu dois estágios, um com fluxo-misto ou diagonal e um centrífugo, sendo girado por uma turbina de estágio único. Um combustor de fluxo reverso e um exaustor forçado também aparecem neste desenho. O motor é equipado com o sistema Full Authority Digital Engine Control (FADEC) de dois canais para uma operação mais confiável. A fabricante deste FADEC é a Hispano-Suiza.
O maior PW615F com 1 460 lbf (662 kgf) de empuxo, um fan de 40,64 cm (16,0 in) de diâmetro e uma razão de diluição de 2.8, é utilizado no Cessna Citation Mustang. Este motor foi certificado em dezembro de 2005, com as primeiras entregas sendo feitas em março de 2006. O Mustang foi certificado em 8 de setembro de 2006, com as entregas iniciando-se em 2007. Este motor seria também utilizado no Eclipse 400 antes de ser cancelado, mas limitado a 1 200 lbf (544 kgf) de empuxo.
O PW617F gera 1 695 lbf (769 kgf) de empuxo, com um diâmetro do fan de 44,7 cm (17,6 in) e uma razão de diluição de 2.7, é utilizado no Embraer Phenom 100. O motor foi testado pela primeira vez em 29 de junho de 2006. O maior motor desta família produzido até 2020 foi o PW617F1, utilizado no Embraer Phenom 100EV, gerando 1 730 lbf (785 kgf) de empuxo na decolagem.

## Variantes
- PW610F (Eclipse 500)
- PW615F (Cessna Citation Mustang)
- PW617F (Embraer Phenom 100)
- PW617F1 (Embraer Phenom 100EV)

## Aplicações
- Cessna Citation Mustang
- Eclipse 400
- Eclipse 500
- Embraer Phenom 100

## Especificações
|                     | PW610F               | PW615F               | PW617F               | PW617F1              | PW625F (demonstrador) |
| Empuxo na decolagem | 900 lbf (408 kgf)    | 1 350 lbf (612 kgf)  | 1 695 lbf (769 kgf)  | 1 730 lbf (785 kgf)  | 2 500 lbf (1 130 kgf) |
| Condição            | >ISA+10C             | >ISA+10C             | >ISA+10C             | >ISA+10C             | ?                     |
| Peso básico         | 117,6 kg (259 lb)    | 140 kg (309 lb)      | 170 kg (375 lb)      | 172 kg (379 lb)      | ?                     |
| Comprimento         | 1,15 metros (45 pol) | 1,26 metros (50 pol) | 1,34 metros (53 pol) | 1,36 metros (54 pol) | ?                     |
| Diâmetro do fan     | 37 cm (14,6 in)      | 41 cm (16,1 in)      | 45 cm (17,7 in)      | 45 cm (17,7 in)      | 55 cm (21,7 in)       |